# Scientologie

Symbol Scientologie

Scientologie je náboženský systém, zakládající se na praktikách a myšlenkách vyvinutých L. Ronem Hubbardem. Slovo scientologie pochází ze spojení latinských slov scientia (“vědění”), a logia (“učení”).
Hubbard zpočátku vyvinul skupinu myšlenek a idejí, které nazval dianetika, tyto myšlenky poté publikoval ve své knize (Dianetika: Moderní věda o duševním zdraví) 9. května 1950. Scientologie učí, že člověk je nesmrtelná duchovní bytost (Thetan), která přebývá v lidském těle, a má nekonečně mnoho minulých životů. Za Thetana považuje scientologie bytost, jejíž schopnosti jsou neomezené, a přestože si je Thetan momentálně neuvědomuje, tak právě pomocí auditingu a různých praktik si je uvědomit může a dokáže je využít k osobnímu rozvoji.

## Historie
Zakladatelem scientologie je Američan L. Ron Hubbard, který v roce 1950 vydal základní knihu Dianetics: The Modern Science of Mental Health (Dianetika: Moderní věda o duševním zdraví), která popisuje „vědu o lidském duchu“ s cílem dosáhnout „duchovního zdraví“. Označení scientologie pochází z roku 1951. Hubbard Dianetiku propagoval skrze nadaci: Hubbard Dianetic Research Foundation, která později roku 1952 zbankrotovala. Hubbard tedy recharakterizoval svůj obor jako náboženství a církev, pod jménem scientologie.
V roce 2011 hlavní představitel David Miscavige odhadoval, že na celém světě je kolem 40 000 členů. Mezi veřejnými představiteli je např. Tom Cruise. Scientologie působí prostřednictvím různých organizací a misí.
V USA byla scientologická církev uznána za církev a tím si získala výjimku z daní.

## Filosofie a praktiky

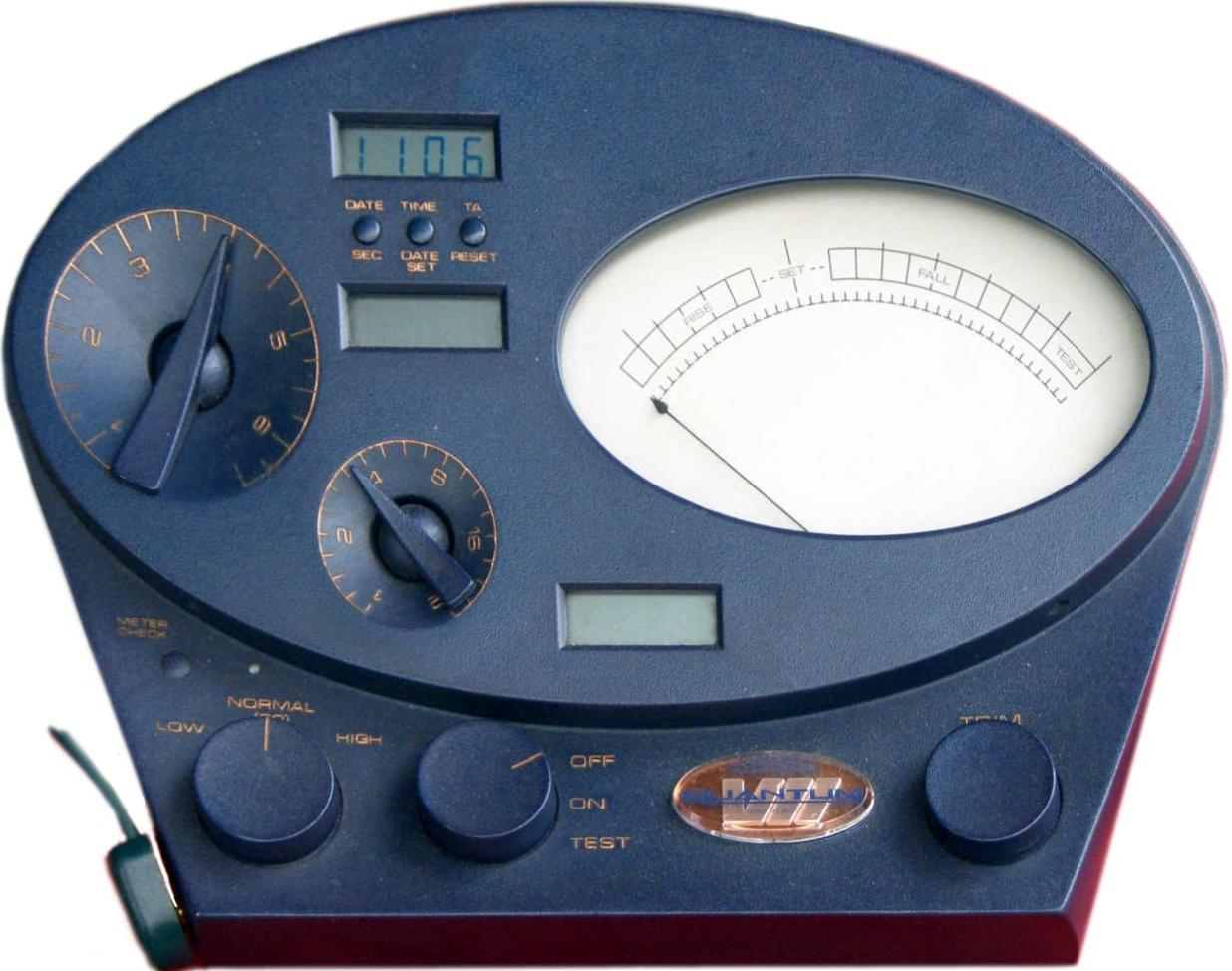
Modrý „e-meter“, používaný jako pomůcka v „auditingu“.

Podle scientologie se každý člověk skládá z těla, mysli a ducha, který je popisován řeckým symbolem theta. V podstatě je to jiný název pro duchovní Já. Duše se proto celosvětově pro nezaměnitelnost nazývá thetan.
Mysl, která ukládá a zaznamenává situace v životě, zaznamenává i bolestivé a nepříjemné okamžiky, nazývané Engramy. K jejich lokalizování a konzultování za účelem přinesení úlevy se používá zařízení zvané E-meter. Člověk, který již není ovlivňován těmito bolestivými zážitky a má informace z nich opět v analytické (vědomé) mysli, dosahuje stavu clear – čistý – pomocí „auditingu“, dotazovacích technik za pomoci zmíněného elektronického měřícího přístroje.

### Galaktická konfederace
Scientologie má 8 spirituálních úrovní, tzn. "OT Levels". Scientologická církev věří, že některá učení jsou škodlivá pro nepřipravené (lidé s nižší úrovní OT). Jedním z těchto pokročilých učení je příběh o Xenu (někdy také Xemu), který je v příběhu představen jako krutovládce "Galaktické konfederace". Podle této pověsti přivezl Xenu před 75 miliony lety na Zem miliardy lidí ve vesmírné lodi připomínající Douglas DC-8. Poté je naskládal na sopky, ve kterých následně detonoval vodíkové bomby. Thetany (duchovní Já, nebo také lidská duše) se poté uchytily v tělech živých bytostí a skrze ně existují až do současnosti.

### Detoxikační a rehabilitační programy
Způsob, jakým scientologové demonstrují boj proti drogám, je organizace Foundation for a Drug-Free World a odvykací program Narconon, přičemž scientologická církev o něm uvádí, že má jeden z nejvyšších poměrů úspěšnosti při rehabilitaci drogové závislosti. Skládá se z prvního kroku, kterým je úplné vysazení drogy, po kterém následuje celkové čištění organismu. Program Narconon byl v roce 2005 vyřazen ze všech kalifornských škol kvůli svým nepřesným a nevědeckým informacím.
Tyto informace používá také občanské sdružení ŘEKNI NE DROGÁM - ŘEKNI ANO ŽIVOTU, provozující např. drogy.cz.

## Organizace[12]
Roku 1966 firma Hubbard Exploration Company koupila loď a L. R. Hubbard přemístil svoje hlavní sídlo na otevřené moře. Zde vznikl název Sea Org(anization) – Mořská org(anizace), kde nejvěrnější členové pracují za méně než minimální plat.

## Kritika a kontroverze

### Obviněni z manipulace
Scientologie bývá obviňována z brainwashingu – vymývání mozků. Ve zmírněné formě pak taková obvinění obsahují tvrzení, že u scientologie se jedná o manipulační techniky a praktiky. Např. ve zprávě australské vlády z roku 1965 se hovoří o používání hypnózy při auditingu.
Kritici (např. křesťanská strana v Německu a psychiatrie) vycházejí z toho, že scientologie se staví odmítavě k jistým současným praktikám oborů jako je psychiatrie, což vede i ke kritickým postojům představitelů takových oborů. Scientologie se v minulosti často stavěla proti užívání psychofarmak, jako jsou sedativa apod. Důležité jsou i výpovědi samotných aktivních členů dianetických center. Někteří si povšimli, že postupně přicházejí o své koníčky a závazky vůči svému nejbližšímu okolí.
V rámci České republiky stojí za zmínku i svérázná, avšak na důkazech vystavěná kritika z dílny youtubera Mikýře (publikováno na serveru YouTube v prosinci 2023) .

### Tvrzení o donucených potratech
Původně Mořská organizace fungovala na plavidlech na otevřeném moři, kde bylo zakázané vychovávat děti. Těhotné matky Mořské organizace byly podle hlášení donuceny podstoupit potrat. Údajně bylo členům Mořské organizace ukázána tajná psaní od Hubbarda, aby je přesvědčili, že potrat není proti učení scientologie. 
V roce 2003 "The Times of India" napsal, že "Nucené potraty, mlácení a hladovění jsou nástroje disciplíny používané Scientologickou církví".

## Postavení a přijímání ve světě
V Evropské unii je scientologie uznána jako náboženství (a mimo Německo nestojí pod observací), ve Španělsku, Francii, Německu, Velké Británii, Belgii, Lucembursku, Irsku, Itálii a Rakousku (rozsudek nejvyššího správního soudu již 1987) však není uznána jako náboženské společenství a nepožívá tedy patřičných daňových výhod.
Německo
Status náboženského společenství je scientologii v Německu odpírán různými místy, mj. i příslušným Spolkovým ministerstvem pro rodinu, seniory, ženy a sport. Spolkový správní soud roku 1995 v jednom rozsudku poznamenal, že organizace se vyznačuje maximalizací zisku, Spolkový pracovní soud pak téhož roku rozhodl, že organizace scientologie neodpovídá charakteru náboženského společenství ve smyslu čl. 4 ústavy Německa a organizací vznesené nároky na takové uznání jsou pouze záminkou k prosazení hospodářských cílů. Stanovisko Německa bylo předmětem obsáhlého prohlášení německého velvyslanectví v USA z roku 2001. Postoj Německa ke scientologii měl přímý dopad například na natáčení historického filmu Valkýra, kdy kvůli osobnosti Toma Cruise v hlavní roli nebylo štábu umožněno natáčet v originálních prostorách.
V některých spolkových zemích jsou organizace scientologie sledovány státními institucemi (Bundesamt für Verfassungsschutz – spolková zpravodajská služba pro ochranu ústavy).[zdroj⁠?!]
Nizozemsko
Roku 2022 informovala vícerá světová média, že v Nizozemsku dosáhla scientologická církev statutu obecně prospěšné společnosti (a vztahují se tak na ni daňové výjimky).

## Scientologie vČesku
Scientologická církev v České republice nezískala status církve ani náboženství. Provozuje pouze Dianetická centra.

Věková struktura scientologické církve v České republice roku 2011

### Reakce a mediální obraz
O činnosti Scientologické církve informoval ve svých článcích Náboženský infoservis. Na počátku roku 2024 vzbudila zájem aktivita youtubera Mikýře, který se věnoval podrobnému rozboru působení scientologů.